# Reformationen i England
|  | Denne artike omhandler kun reformationen i England. For informationn om reformationen generelt, se Reformationen. |
Reformationen i England var en religiøs omvæltning som sammenfalder i tid med  reformationen i andre dele af Europa, men som alligevel er anderledes i sin karakter og oprindelse. 
Det var først og fremmest en politisk hændelse. De teologiske argumenter kom i anden række. Den ydre foranledning var at kong Henrik VIII insisterede på at paven skulle sørge for at hans ægteskab blev erklæret ugyldigt. Bruddet med paven kom modvilligt, efter at andre midler for at få kongens vilje igennem var prøvet. Først da Edvard VI kom på tronen blev det gennemført også med et omfattende teologisk brud med den katolske tro. Efter en tilbagevenden til katolicismen under Maria I blev reformationen genoptaget og styrket under Elizabeth I. 

## Henrik VIII og den engelske kirkesplittelse
Kongen identificerede sig selv som katolik, og skrev blandt andet et kampskrift rettet mod Martin Luthers lære. Dette skrift, som forsvarede Den katolske kirkes lære om de syv sakramenter, blev godt modtaget af paven og kardinalerne i Rom. 
Det var med til at gøre bruddet lettere, at den engelske kirke i overvejende grad var en national kirke. Så kom det til skismaet under Henrik VIII. Ud fra dette udviklede der sig en engelsk statskirke med reformatorisk indslag, men som også bevarede de traditionelle katolske træk i sin hierarkiske struktur, i liturgi og i fromhedsliv.
Da kongen ønskede at få opløst sit ægteskab med sin første kone, Katharina af Aragonien, fik han ikke paven med på dette. Det førte til en strid med Den hellige stol, som stadig tilspidsede sig. I 1533 blev Henrik viet med Anne Boleyn af Thomas Cranmer, som blev ærkebiskop af Canterbury i 1532. I maj 1533  erklærede Cranmer at ægteskabet med Katarina var ugyldigt, og i juli samme år blev Henrik ekskommunikeret af paven – ikke som heretiker, men som skismatiker.
I 1534 blev der vedtaget en lov, Act of Supremacy, som gjorde kongen til overhovede for kirken i England. Den engelske kirke var dermed i realiteten oprettet, men skulle ikke blive klart defineret før mange år senere. Det var fra kongens side meningen at det skulle være en en katolsk kirke, uden nævneværdige ændringer i troslæren men uden tilknytningen til Den hellige stol.
Mellem 1535 og 1540 ændrede situationen sig drastisk. Thomas Cromwell blev sat til at lede processen som kaldtes «opløsningen af klostrene». Klostrene blev dels overtalt, dels tvunget til nedlægge sig selv og overdrage alle ejendomme til kongen. Mange af ejendommene blev derefter fordelt til den lokale adel. Efterhånden opstod der også en reaktion mod dele af troslæren. Inspireret af reformationen på kontinentet gik mange til angreb på f.eks. helgenkulten og skikken med pilgrimsrejser. Flere personer som havde været ledende i det politiske liv, som Thomas More og biskop John Fisher, blev henrettet for deres opposition mod den nye kirkeordning.